# 필리프 뉴시
필리프 자신투 뉴시(포르투갈어: Filipe Jacinto Nyusi, 1959년 2월 9일~)는 모잠비크의 정치인으로, 2015년부터 모잠비크의 제4대 대통령을 역임하고 있다. 그는 1975년 모잠비크가 포르투갈로부터 독립한 이후 모잠비크를 통치해온 정당인 모잠비크 해방전선(FRELIMO)의 현재 지도자이다. 또한 2020년 8월부터 남아프리카 개발 공동체 의장을 역임하고 있다.
뉴시 대통령은 재임 기간 동안 평화와 안보를 증진했고, 제1야당인 모잠비크 민족 저항 운동(RENAMO)과 여러 차례 협정을 맺어 모잠비크에 확정적이고 항구적인 평화를 가져왔다. 뉴시 대통령은 또한 카부델가두주에서 테러와 싸우는 모잠비크의 모델로 국제적인 찬사를 받았다.
뉴시는 아르만두 게부자 밑에서 2008년부터 2014년까지 국방부 장관을 역임했다. 그는 2014년과 2019년 모잠비크 대통령 선거에서 FRELIMO 후보로 당선되었다. 부정부패 의혹에도 불구하고 중앙선거관리위원회 위원장은 "선거는 자유롭고 공정하며 투명했다"고 밝혔으며, 2019년 12월 23일 헌법 카운트가 결과를 검증했다.
2015년부터 2018년까지 재임하는 동안 2009년~2011년부터 2015년까지의 빈곤 감소 추세는 방향을 반전시켰다. 다차원적으로 가난한 사람들의 수는 2015년부터 2018년까지 약 2,130만 명에서 약 2,220만 명으로 증가했고, 여분의 백만 명의 가난한 사람들은 주로 중부 지방의 농촌 지역에 위치해 있다.

## 어린 시절 및 경력
뉴시는 카부델가두주 무에다구에서 태어났다. 모잠비크 독립 전쟁이 시작되자 그는 루부마강을 건너 탄자니아로 건너가 툰두루에 있는 프레리모 초등학교에서 교육을 받았다. 그는 카보델가두주의 마리리에 있는 FRELIMO 학교와 베이라의 사모라 마첼 중학교에서 중등 교육을 받았다.
1973년 14세의 나이로, 그는 FRELIMO에 가입했고 탄자니아의 나칭웨아구에서 정치 및 군사 훈련을 받았다.  1990년, 그는 체코슬로바키아 브르노에 있는 안토닌 자포토츠키 군사 아카데미(VAAZ)에서 기계공학 학위를 받았다.
아르만두 게부자 대통령에 의해 내각에 임명되기 전에 뉴시는 모잠비크 철도(CFM)에서 근무했으며 1995년 회사 북부 부서인 CFM-노르테의 전무이사가 되었다. 그는 2007년에 회사의 이사회에 합류했다.
1993년부터 2002년까지 남풀라를 연고지로 하는 축구 클럽인 클루비 페로비아리우 데 남풀라의 회장을 역임하였다. 그는 또한 마푸투 대학교의 남풀라 캠퍼스의 강사, 아프리카 리더십 이니셔티브의 동료이자 민족 해방 투쟁의 국가 투쟁 위원회의 일원이기도 하다. 그는 인도, 남아프리카 공화국, 에스와티니, 미국에서 경영 교육을 더 받았다.

## 정치 경력

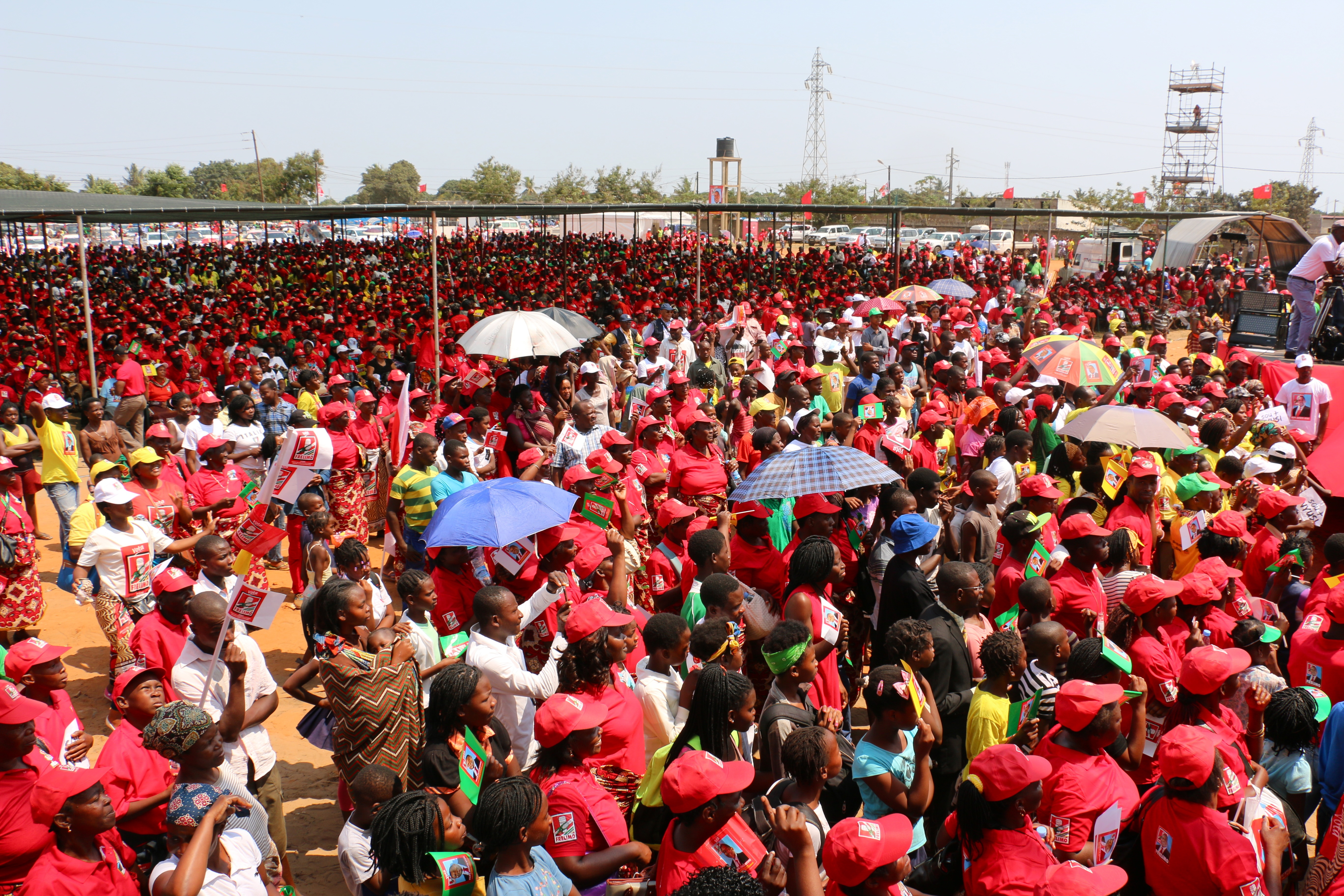
마푸투에서 열린 그의 마지막 선거 유세에서의 군중들

### 국방부 장관
2008년 3월 27일 토바아스 조아킹 다이의 뒤를 이어 국방부 장관으로 취임했다. 뉴시의 임명은 화재 발생 후 거의 정확히 1년 만에 이뤄졌다. 마푸투의 말하지느 무기고에서 발생한 폭탄 폭발로 100명 이상이 사망하고 14,000채의 가옥이 파괴되었다. 정부가 임명한 조사위원회는 과실이 이번 참사에 영향을 미쳤다고 결론내렸고, 다이는 "인명 손실을 막기 위해 제때 조치를 취하지 않은 것에 대해 많은 비난을 받았다"고 말했다.
2012년 9월 열린 제10차 당대회에서 여당인 FRELIMO 중앙위원회에 선출되었다.

### 2014년 대통령 선거
2014년 3월 1일, FRELIMO 중앙 위원회는 2014년 대통령 선거의 당 후보로 뉴시를 선출했다. 1차 투표에서 그는 46%의 표를 얻어 2위 후보 루이자 디오구를 크게 앞섰지만, 완전한 승리를 위한 과반수에는 미치지 못했다. 그는 2라운드에서 디오고를 68% 대 31%로 꺾었다. 뉴시는 다른 후보들에 비해 상대적으로 무명하다고 여겨졌지만, 그는 게부자 대통령과 가장 가깝게 동일시되었다. 뉴시가 FRELIMO의 후보로 선정되면 임기 제한으로 물러난 게부자가 퇴임 후에도 실질적인 권력을 유지할 수 있을 것이라는 게 일반적인 견해였다. 패배한 디오구는 당내에서 게부자에 대한 반대와 관련이 있었다.

### 2019년 대통령 선거
뉴시와 그의 FRELIMO 정당은 야당이 "거대 사기"라고 낙인찍은 선거에서 압승을 거두었다. 이번 선거는 암살과 야당 지도자들과 선거 참관인들의 중대한 위협으로 특징지어졌다. 지방 선거 참관인, 시민 사회 단체, 영연방 옵서버 그룹, 그리고 유럽 연합 선거 감시 임무가 선거 기간 동안 상당한 위협과 폭력, 그리고 부정행위를 보고했다. 사이클론 피해자들을 위한 정부 자원, 언론, 원조는 여당인 FRELIMO와 그 후보들을 위해 광범위하게 사용되었다. 현직 대통령인 뉴시는 73%의 득표로 재선되었다. 제1야당인 RENAMO는 선거 결과에 이의를 제기하며, 수많은 부정행위가 있었다고 주장하며, FRELIMO를 수십만 명의 유령 유권자를 포함한 "대규모 선거 사기"라고 비난했다. 국제 사회의 증거로서, RENAMO의 회장인 오수포 모마이드는 투표 시작 전에 뉴시에게 유리하게 표시되었던 투표 투표 용지로 가득 찬 상자를 유럽으로 운송했다.

## 대통령직

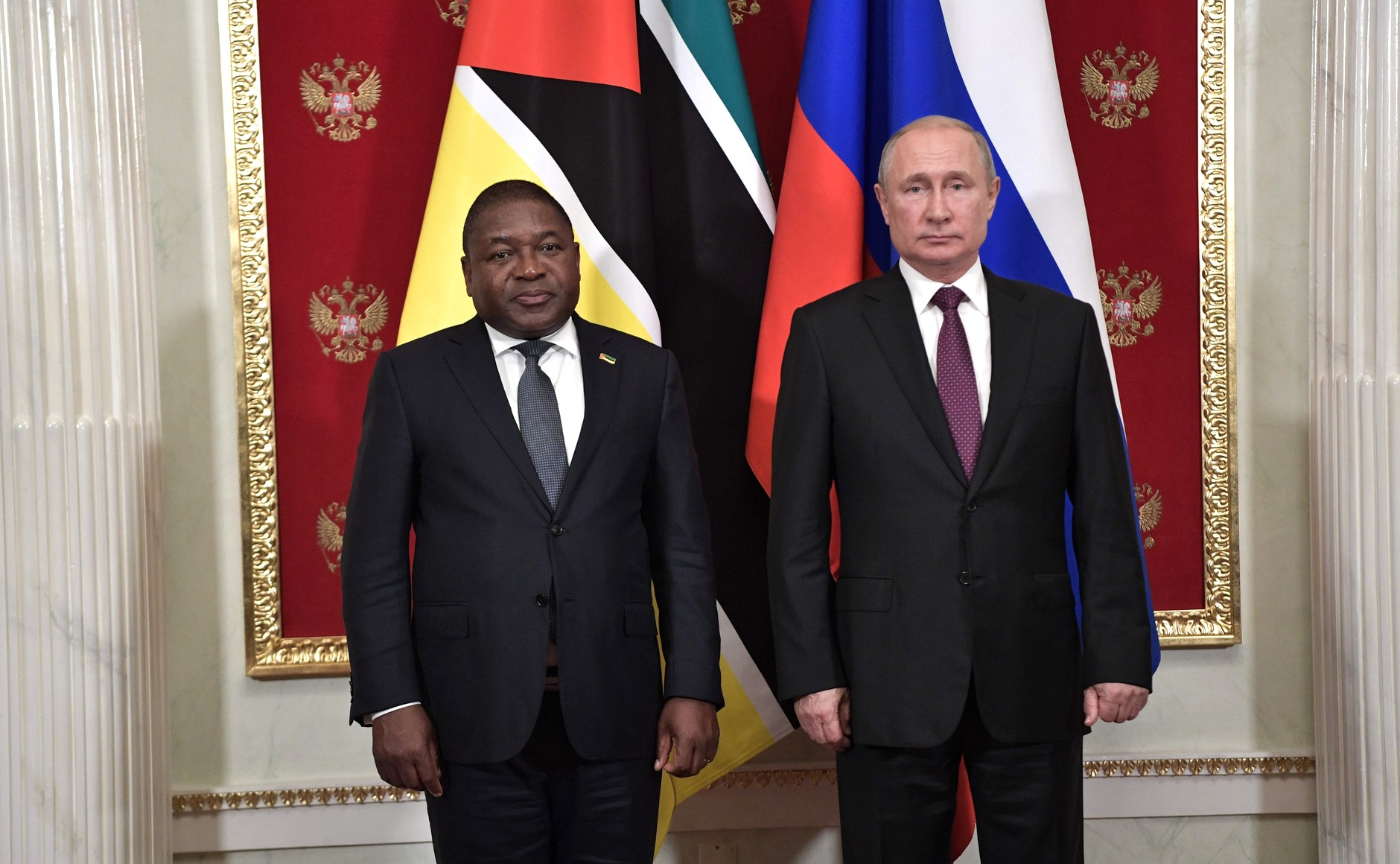
2019년 8월 22일 러시아 모스크바에서 열린 뉴시와 블라디미르 푸틴 러시아 대통령

2015년 1월 15일 모잠비크의 제4대 대통령으로 취임했으며, 2020년 1월 15일 두 번째 임기를 시작했다.
그의 재임 기간 동안, 모잠비크는 증가하는 빈곤율을 경험했다. 모잠비크 노동자기구에 따르면 모잠비크인의 23%는 생계를 꾸릴 직업이나 수단이 없었고, 실업자 대부분은 청년층이었다. 2015년 이후, 야당의 저명한 지도자들, 학계, 언론인, 시민 사회 단체의 지도자들이 전국적으로 암살되었다.

## 역대 선거 결과
| 선거명      | 직책명            | 대수 | 정당              | 득표율 | 득표수      | 결과 | 당락 |
| ----------- | ----------------- | ---- | ----------------- | ------ | ----------- | ---- | ---- |
| 2014년 선거 | 모잠비크의 대통령 | 4대  | 모잠비크 해방전선 | 57.00% | 2,803,536표 | 1위  |      |
| 2019년 선거 | 모잠비크의 대통령 | 4대  | 모잠비크 해방전선 | 73.46% | 4,639,172표 | 1위  |      |